# Erika Bornay
Erika Bornay Campoamor (Barcelona) es una historiadora del arte, escritora e investigadora española especializada en la iconografía de la mujer en el arte, a la que ha dedicado múltiples ensayos y novelas. En el año 2013 recibió el premio MAV a mejor teórica/crítica de la asociación Mujeres en las Artes Visuales.

## Período de Formación
Erika Bornay se licenció en Historia del arte en el año 1977 en la Facultad de Geografía e Historia de la Universidad de Barcelona y posteriormente se doctoró en 1988 en la misma Facultad. Al finalizar sus estudios en la Universidad de Barcelona, en el año 1981 se trasladó a Nueva York, donde realizó un curso en la prestigiosa universidad "New School for Social Research".

## Trayectoria profesional
Ha ejercido como docente de Historia del Arte en la Universidad de Barcelona. En el año 1995 asistiría como invitada a la Universidad Emory de Atlanta, en Estados Unidos, entre los meses de marzo y mayo.
Es miembro de la Asociación Nacional e Internacional de Críticos de Arte, así como de la Asociación Mujeres en las Artes Visuales (Mav), de cuya asociación recibió en 2013 el Premio Mujeres en las Artes Visuales en la categoría de Teórica y Crítica.
Como autora y escritora, se ha centrado desde los inicios de su carrera en los estudios sobre arte y género. "Las hijas de Lilith", "La cabellera femenina: un diálogo entre poesía y pintura", "Las mujeres de la Biblia en la pintura del Barroco", "Aproximación a Ramón Casas a través de la figura femenina" y "Arte se escribe con M de mujer" son algunos de sus ensayos más reconocidos.
Con "Los diarios de Fiona Courtauld" Bornay se separa del ensayo para adentrarse en el género de la ficción, y evitando recurrir a temas comerciales, según sus palabras "como docente pensé que no podía recurrir a temas vendibles, sino que en lo que escribiera también debía aportar cierta información". En la novela, Bornay introduce referencias a los intelectuales británicos del siglo XIX junto a referencias artísticas y críticas hacia la actitud de la sociedad victoriana.
Posteriormente ha seguido publicando dentro del género con títulos como "Las historias secretas que Hopper pintó" y "Lunes en la calle Slova. La mujer bosnia", junto a tres novelas, como “Amélie Chabrier o la embriaguez de una impostura”.
Su obra literaria se caracteriza por la condición introspectiva que explora con ingenio y complejidad el universo femenino desde múltiples perspectivas. Tanto en su obra narrativa como en la académica la mujer, su mundo y su representación son los elementos centrales: trata a la mujer de un modo complejo, enriquecedor y con pluralidad de lecturas.
Su última publicación editada el año 2018 es Monólogos perversos ante el espejo, en los que se aúnan literatura e ilustraciones comentadas de obras de arte.
Bornay también ha publicado artículos críticos en el periódico español "El País", y en La Vanguardia como por ejemplo "La iconografía del poder" o "Turner, poeta de la luz". “Paula Modershon-Becker”; “La musa siberiana de Matisse”;  “Marià Fortuny i l´artdel gravat” y  “Lucia Moholy una fotógrafa de la República de Weimar”.

## Comisariados
Entre otras exposiciones, en el año 2015 comisaría, "El otro yo. De la máscara al selfie: retratos y figuras en el Museo Abelló".

## Obras
- Amélie Chabrier o la embriaguez de una impostura.[12]
- Las Hijas de Lilith.[13]
- La cabellera femenina: un diálogo entre poesía y pintura.[14]
- Las historias secretas que Hopper pintó.[15]
- Los diarios de Fiona Courtauld.[16]
- Arte se escribe con M de Mujer.[17]
- Monólogos perversos ante el espejo.[8]
- Aproximación a Ramón Casas a través de la figura femenina
- Monólogos perversos ante el espejo
- Mujeres de Berlín
- La Femme Fatale. Lilith y el demonio
- Mujeres de la Biblia en la pintura del Barroco
- Cómo reconocer el arte del neoclasicismo
- Lunes en la calle Slova: La mujer bosnia
- La mujer de Ramón Casas. Unas memorias apócrifas